# آلکابن
آلکابن (به اسپانیایی: Alcabón) یک شهرستان در اسپانیا است که در استان تولدو واقع شده‌است.

## خصوصیات
آلکابن ۸ کیلومترمربع مساحت و ۷۰۷ نفر جمعیت دارد و ۵۳۴ متر بالاتر از سطح دریا واقع شده‌است.